# Раудалес-Мальпасо
Раудалес-Мальпасо (исп. Raudales Malpaso) — посёлок в Мексике, штат Чьяпас, входит в состав муниципалитета Мескалапа и является его административным центром. Численность населения, по данным переписи 2020 года, составила 7968 человек.

## История
Посёлок был основан в 1968 году, куда были переселены жители деревень и посёлков, затопленных при строительстве гидроэлектростанции Мальпасо. Посёлок вошёл в состав муниципалитета Текпатан.
14 ноября 2011 года Раудалес-Мальпасо становится административным центром нового муниципалитета Мескалапа.